# HNL (Hrvatska Nogometna Liga)
Die HNL (Hrvatska Nogometna Liga) ist die höchste Fußball-Spielklasse für Vereinsmannschaften in Kroatien. Sie zählt sportlich zur europäischen Mittelklasse. Offiziell trägt die Liga seit 2022 den Sponsorennamen SuperSport Hrvatska Nogometna Liga.

## Geschichte
| Saison  |                   | Kroatischer Meister |
| ------- | ----------------- | ------------------- |
| 1992    | HNK Hajduk Split  | HNK Hajduk Split    |
| 1992/93 | GNK Dinamo Zagreb | GNK Dinamo Zagreb   |
| 1993/94 | HNK Hajduk Split  | HNK Hajduk Split    |
| 1994/95 | HNK Hajduk Split  | HNK Hajduk Split    |
| 1995/96 | GNK Dinamo Zagreb | GNK Dinamo Zagreb   |
| 1996/97 | GNK Dinamo Zagreb | GNK Dinamo Zagreb   |
| 1997/98 | GNK Dinamo Zagreb | GNK Dinamo Zagreb   |
| 1998/99 | GNK Dinamo Zagreb | GNK Dinamo Zagreb   |
| 1999/00 | GNK Dinamo Zagreb | GNK Dinamo Zagreb   |
| 2000/01 | HNK Hajduk Split  | HNK Hajduk Split    |
| 2001/02 | NK Zagreb         | NK Zagreb           |
| 2002/03 | GNK Dinamo Zagreb | GNK Dinamo Zagreb   |
| 2003/04 | HNK Hajduk Split  | HNK Hajduk Split    |
| 2004/05 | HNK Hajduk Split  | HNK Hajduk Split    |
| 2005/06 | GNK Dinamo Zagreb | GNK Dinamo Zagreb   |
| 2006/07 | GNK Dinamo Zagreb | GNK Dinamo Zagreb   |
| 2007/08 | GNK Dinamo Zagreb | GNK Dinamo Zagreb   |
| 2008/09 | GNK Dinamo Zagreb | GNK Dinamo Zagreb   |
| 2009/10 | GNK Dinamo Zagreb | GNK Dinamo Zagreb   |
| 2010/11 | GNK Dinamo Zagreb | GNK Dinamo Zagreb   |
| 2011/12 | GNK Dinamo Zagreb | GNK Dinamo Zagreb   |
| 2012/13 | GNK Dinamo Zagreb | GNK Dinamo Zagreb   |
| 2013/14 | GNK Dinamo Zagreb | GNK Dinamo Zagreb   |
| 2014/15 | GNK Dinamo Zagreb | GNK Dinamo Zagreb   |
| 2015/16 | GNK Dinamo Zagreb | GNK Dinamo Zagreb   |
| 2016/17 | HNK Rijeka        | HNK Rijeka          |
| 2017/18 | GNK Dinamo Zagreb | GNK Dinamo Zagreb   |
| 2018/19 | GNK Dinamo Zagreb | GNK Dinamo Zagreb   |
| 2019/20 | GNK Dinamo Zagreb | GNK Dinamo Zagreb   |
| 2020/21 | GNK Dinamo Zagreb | GNK Dinamo Zagreb   |
| 2021/22 | GNK Dinamo Zagreb | GNK Dinamo Zagreb   |
| 2022/23 | GNK Dinamo Zagreb | GNK Dinamo Zagreb   |
| 2023/24 | GNK Dinamo Zagreb | GNK Dinamo Zagreb   |
| 2024/25 | HNK Rijeka        | HNK Rijeka          |

Die Liga wurde 1991 nach der Auflösung der jugoslawischen Ersten Liga gegründet und wird vom kroatischen Fußballverband HNS betrieben. Seit der Gründung hat die Liga viele Änderungen in ihrem System und der Anzahl der teilnehmenden Vereine durchlaufen. In den ersten drei Spielzeiten wurden zwei Punkte für einen Sieg vergeben, in der Saison 1994/95 wurde dies auf drei Punkte geändert. Jede Saison beginnt Ende Juli oder Anfang August und endet im Mai mit einer zweimonatigen Pause zwischen Dezember und Februar. Derzeit nehmen zehn Teams an der Liga teil.
Die erste Saison begann im Februar 1992 und endete im Juni 1992. Insgesamt zwölf Vereine bestritten die Liga, und am Ende der Saison sind keine Mannschaften abgestiegen, da beschlossen wurde, die Liga für die folgende Saison auf 16 Vereine auszudehnen. Es folgte noch eine Erweiterung auf 18 Teams in der Saison 1993/94, die höchste Anzahl teilnehmender Teams in der Geschichte der 1. HNL. In der folgenden Saison wurde die Anzahl der Mannschaften erneut auf 16 reduziert.
1995/96 war die erste Saison der 1. HNL, die in zwei Staffeln und einem zweistufigen Format ausgetragen wurde. Zwölf Teams bestritten die Staffel A, während die Staffel B, formal die zweite Ebene, aus zehn Teams bestand. In der zweiten Stufe wurden die Teams in drei Gruppen aufgeteilt: Meisterschaft (bestehend aus den ersten fünf Teams aus der Staffel A und dem erstplatzierten Team der Staffel B), Play-off-A (verbleibende Teams aus der Staffel A und dem zweitplatzierten Team der Staffel B), sowie Play-off-B (verbleibende Teams aus der Staffel B). Die zwölf Teams der Staffel A und die ersten beiden der Staffel B wurden für die folgende Saison in die Staffel A aufgenommen, in der 16 Teams vertreten waren.
In der 1. HNL 1997/98 bestand die Liga erneut aus zwölf Teams und es wurde ein neues Format verwendet. Nach der Hauptrunde, in der jede Mannschaft gegen jeden Gegner zweimal antreten musste, wurden die Teams in eine Meisterschafts- und eine Abstiegsrunde aufgeteilt, wobei die Hälfte ihrer Punkte aus der Vorrunde gutgeschrieben wurden. Die Meisterschaftsrunde bestand aus den Mannschaften, die nach der Hauptrunde die Plätze 1 bis 6 belegten und die Abstiegsrunde aus den Mannschaften auf den Plätzen 7 bis 12. Am Ende der Saison stieg die letzte Mannschaft direkt in die 2. HNL ab und das vorletzte Team spielte in der Relegation gegen den Zweiten der 2. HNL gegen den Abstieg. Dieses System wurde für zwei Spielzeiten verwendet. In der Saison 1999/2000 wurde erneut ein neues System eingeführt, bei dem das Konzept der Meisterschafts- und Abstiegsrunde wegfiel und jede Mannschaft dreimal gegen jeden Gegner spielte und somit insgesamt 33 Spiele absolvierte. In der nächsten Saison kehrte das System der Meisterschafts- und Abstiegsrunde zurück, jedoch ohne Punktegutschrift aus der Vorrunde. Dieses System wurde bis zur Saison 2005/06 verwendet, mit einer kurzen Erweiterung auf 16 Teams in der Saison 2001/02. Die Saison 2006/07 brachte das 33-Runden-System zurück, das zuvor in der 1. HNL 1999/2000 verwendet wurde.
Nachdem der Liga seit 2002 ständig 12 Vereine angehörten, wurde 2009 nach langer Diskussion innerhalb des Verbandes und vielen Unstimmigkeiten für die Spielzeit 2009/10 zum wiederholten Male eine Liga mit 16 Mannschaften durchgesetzt, bei der jede Mannschaft aber nur zweimal gegen jeden Gegner – und damit 30 Spiele – spielte. Begründet wurde das mit den vielen Abgängen in den Jahren zuvor. So sei man fest davon überzeugt, dass Spieler „mittlerer“ Klasse nicht mehr zu Zweitligisten ins Ausland wechseln würden und somit von der Bildfläche verschwänden, wenn innerhalb der Liga mehr Vereine vorhanden seien, die solche Spieler gut gebrauchen könnten. Hauptverfechter dieser Liga war der ehemalige Nationalspieler Kroatiens und heutige Ligapräsident Igor Štimac. Weil die Lizenzierungsbedingungen in den letzten Jahren an die der UEFA angeglichen – und somit verschärft – wurden, haben immer mehr Vereine der ersten Liga kein lizenztaugliches Stadion. Um dennoch die Lizenz zu erhalten, mussten diese auf Stadien in der Nähe zurückgreifen. Nach der Spielzeit 2011/12 wurde diese umstrittene Regelung jedoch wieder abgeschafft, sodass dann wieder 12 Mannschaften pro Saison teilnahmen. In der Spielzeit 2013/14 wurde die Liga auf zehn Mannschaften reduziert. Diese müssen dafür gegen jeden Gegner viermal – zweimal daheim, zweimal auswärts – antreten und bestreiten daher in einer Saison 36 Spiele.

## Modus
In der ersten Liga spielen derzeit zehn Mannschaften jeweils viermal gegeneinander. Die Hälfte aller Spiele finden für jede Mannschaft im eigenen Stadion statt, die andere Hälfte der Spiele wird auswärts bestritten. In Summe ergibt das 180 Spiele, die auf 36 Spieltage aufgeteilt sind. Der Meister der 1. HNL qualifiziert sich für die zweite Qualifikationsrunde der UEFA Champions League, der Zweit- und Drittplatzierte steigen in die zweite Qualifikationsrunde der UEFA Conference League ein. Zusätzlich gibt es für den Pokalsieger einen Platz für die erste Qualifikationsrunde der UEFA Europa League. Sollte der Pokalsieger gleichzeitig Meister werden, geht dieser Qualifikationsplatz an den Zweitplatzierten. Gleichzeitig gehen die Qualifikationsplätze der Conference League an den Dritt- und Viertplatzierten. Der Letzte steigt zudem in die 2. HNL ab. Seit der Saison 2020/21 gibt es für den Vorletzten keine Relegationsrunde gegen den Zweitplatzierten der 2. HNL mehr.

## Vereine
Die folgenden zehn Vereine bestreiten die Saison 2023/24 in der HNL.
| Verein               | Stadt         | Stadion                       | Kapazität |
| -------------------- | ------------- | ----------------------------- | --------- |
| GNK Dinamo Zagreb    | Zagreb        | Stadion Maksimir              | 35.123    |
| Hajduk Split         | Split         | Stadion Poljud                | 34.448    |
| NK Osijek            | Osijek        | Opus Arena                    | 13.005    |
| NK Varaždin          | Varaždin      | Stadion Anđelko Herjavec      | 10.800    |
| NK Istra 1961        | Pula          | Stadion Aldo Drosina          | 09.000    |
| NK Lokomotiva Zagreb | Zagreb        | Stadion Kranjčevićeva         | 08.850    |
| NK Rudeš             | Zagreb        | Stadion Kranjčevićeva         | 08.850    |
| HNK Rijeka           | Rijeka        | Stadion Rujevica              | 08.279    |
| HNK Gorica           | Velika Gorica | Gradski stadion Velika Gorica | 06.000    |
| NK Slaven Belupo     | Koprivnica    | Gradski Stadion               | 03.139    |

## Kroatische Meister
Der zu Saisonende Erstplatzierte der HNL ist Kroatischer Fußballmeister und bekommt den kroatischen Meisterschaftspokal überreicht. Auf die Vergabe von Meistersternen wird aber verzichtet.
In den bisher 34 Spielzeiten der 1. HNL errangen insgesamt vier verschiedene Vereine den Meistertitel. Erfolgreichster Verein ist mit 25 gewonnenen HNL-Meisterschaften GNK Dinamo Zagreb, der auch die ewige Tabelle der HNL anführt. Es folgen HNK Hajduk Split mit sechs Titeln, HNK Rijeka mit zwei Titeln und NK Zagreb mit einem gewonnenen Titel.
| Rang | Verein            | Meisterschaften |
| ---- | ----------------- | --------------- |
| 1    | GNK Dinamo Zagreb | 25              |
| 2    | HNK Hajduk Split  | 06              |
| 3    | HNK Rijeka        | 02              |
| 4    | NK Zagreb         | 01              |

## Auf- und Absteiger
| Saison  | Aufsteiger                                                           | Absteiger                                              |
| ------- | -------------------------------------------------------------------- | ------------------------------------------------------ |
| 2005/06 | HNK Šibenik                                                          | Inter Zaprešić                                         |
| 2006/07 | Inter Zaprešić, NK Zadar 1                                           | NK Kamen Ingrad, Pula 1856 1                           |
| 2007/08 | NK Croatia Sesvete                                                   | Međimurje Čakovec                                      |
| 2008/09 | NK Karlovac, Međimurje Čakovec, NK Istra 1961, NK Lokomotiva Zagreb  | Vergrößerung der Liga von 12 auf 16 Vereine            |
| 2009/10 | RNK Split, NK Hrvatski dragovoljac                                   | Međimurje Čakovec, NK Croatia Sesvete                  |
| 2010/11 | NK Lučko Zagreb                                                      | NK Hrvatski dragovoljac                                |
| 2011/12 | Verkleinerung der Liga von 16 auf 12 Vereine                         | NK Lučko Zagreb, HNK Šibenik, NK Karlovac, NK Varaždin |
| 2012/13 | Verkleinerung der Liga von 12 auf 10 Vereine NK Hrvatski Dragovoljac | Inter Zaprešić, HNK Cibalia, NK Zagreb                 |
| 2013/14 | NK Zagreb                                                            | NK Hrvatski dragovoljac                                |
| 2014/15 | Inter Zaprešić                                                       | NK Zadar                                               |
| 2015/16 | Cibalia Vinkovci                                                     | NK Zagreb                                              |
| 2016/17 | NK Rudeš                                                             | RNK Split                                              |
| 2017/18 | HNK Gorica                                                           | Cibalia Vinkovci                                       |
| 2018/19 | NK Varaždin                                                          | NK Rudeš                                               |
| 2019/20 | HNK Šibenik                                                          | Inter Zaprešić                                         |
| 2020/21 | NK Hrvatski dragovoljac                                              | NK Varaždin                                            |
| 2021/22 | NK Varaždin                                                          | NK Hrvatski dragovoljac                                |
| 2022/23 | NK Rudeš                                                             | HNK Šibenik                                            |
| 2023/24 | HNK Šibenik                                                          | NK Rudeš                                               |

## Ewige Tabelle
| Pl.                       | Verein                         | Jahre | Sp. | S   | U   | N   | T+   | T-   | Diff. | Punkte | Ø-Pkt. | Titel |
| ------------------------- | ------------------------------ | ----- | --- | --- | --- | --- | ---- | ---- | ----- | ------ | ------ | ----- |
| 1.                        | GNK Dinamo Zagreb              | 29    | 939 | 653 | 171 | 115 | 2073 | 716  | +1357 | 2130   | 2,27   | 24    |
| 2.                        | HNK Hajduk Split 1             | 29    | 939 | 517 | 217 | 205 | 1682 | 897  | +785  | 1765   | 1,88   | 6     |
| 3.                        | HNK Rijeka                     | 28,5  | 929 | 417 | 250 | 262 | 1391 | 1032 | +359  | 1501   | 1,62   | 1     |
| 4.                        | NK Osijek                      | 29    | 939 | 366 | 241 | 332 | 1288 | 1216 | +72   | 1339   | 1,43   | –     |
| 5.                        | NK Zagreb                      | 24    | 759 | 286 | 185 | 288 | 1025 | 1009 | +16   | 1043   | 1,37   | 1     |
| 6.                        | NK Slaven Belupo               | 23    | 761 | 255 | 218 | 288 | 890  | 983  | −93   | 983    | 1,29   | –     |
| 7.                        | NK Varaždin 2                  | 21    | 654 | 243 | 142 | 269 | 873  | 928  | −55   | 870    | 1,33   | –     |
| 8.                        | HNK Cibalia Vinkovci           | 21,5  | 685 | 205 | 185 | 295 | 731  | 947  | −216  | 800    | 1,17   | –     |
| 9.                        | NK Inter Zaprešić              | 19,5  | 633 | 191 | 155 | 287 | 709  | 951  | −242  | 728    | 1,15   | –     |
| 10.                       | NK Zadar                       | 19    | 597 | 169 | 142 | 286 | 657  | 1020 | −363  | 649    | 1,09   | –     |
| 11.                       | HNK Šibenik                    | 17,5  | 548 | 168 | 144 | 236 | 631  | 764  | −133  | 648    | 1,18   | –     |
| 12.                       | NK Lokomotiva Zagreb           | 11    | 375 | 150 | 85  | 140 | 514  | 493  | +21   | 535    | 1,43   | –     |
| 13.                       | NK Istra 1961 Pula             | 14    | 472 | 116 | 132 | 224 | 448  | 670  | −222  | 480    | 1,02   | –     |
| 14.                       | HNK Gorica Velika Gorica 4     | 4     | 406 | 41  | 300 | 65  | 148  | 255  | −107  | 423    | 1,04   | –     |
| 15.                       | RNK Split                      | 7     | 237 | 81  | 69  | 87  | 253  | 262  | −9    | 312    | 1,32   | –     |
| 16.                       | NK Hrvatski Dragovoljac Zagreb | 8,5   | 265 | 74  | 71  | 120 | 299  | 410  | −111  | 293    | 1,11   | –     |
| 17.                       | NK Istra Pula                  | 6,5   | 201 | 58  | 46  | 97  | 198  | 295  | −97   | 220    | 1,09   | –     |
| 18.                       | NK Kamen Ingrad Velika         | 6     | 191 | 59  | 40  | 92  | 203  | 279  | −76   | 217    | 1,14   | –     |
| 19.                       | NK Marsonia Slavonski Brod     | 5,5   | 176 | 50  | 40  | 86  | 204  | 293  | −89   | 190    | 1,08   | –     |
| 20.                       | HNK Segesta Sisak              | 4,5   | 146 | 49  | 39  | 58  | 178  | 188  | −10   | 186    | 1,27   | –     |
| 21.                       | NK Međimurje Čakovec           | 5     | 160 | 40  | 30  | 90  | 183  | 305  | −122  | 150    | 0,94   | –     |
| 22.                       | NK Karlovac 3                  | 3     | 90  | 29  | 26  | 35  | 82   | 103  | −21   | 112    | 1,24   | –     |
| 23.                       | HNK Mladost 127 Suhopolje      | 3     | 94  | 27  | 23  | 44  | 97   | 135  | −38   | 104    | 1,11   | –     |
| 24.                       | NK Belišće                     | 4     | 94  | 24  | 21  | 49  | 115  | 170  | −55   | 93     | 0,99   | –     |
| 25.                       | NK Dubrovnik                   | 3     | 86  | 18  | 23  | 45  | 54   | 133  | −79   | 77     | 0,9    | –     |
| 26.                       | NK Pomorac Kostrena            | 2     | 62  | 19  | 15  | 28  | 78   | 93   | −15   | 72     | 1,16   | –     |
| 27.                       | NK Čakovec                     | 2     | 62  | 19  | 14  | 29  | 59   | 81   | −22   | 71     | 1,15   | –     |
| 28.                       | NK Primorac Stobreč            | 2     | 64  | 18  | 17  | 29  | 69   | 103  | −34   | 71     | 1,11   | –     |
| 29.                       | NK Pazinka Pazin               | 2     | 64  | 15  | 20  | 29  | 71   | 95   | −24   | 65     | 1,02   | –     |
| 30.                       | NK Rudeš                       | 2     | 72  | 13  | 15  | 44  | 67   | 142  | −75   | 54     | 0,75   | –     |
| 31.                       | NK Croatia Sesvete 5           | 2     | 63  | 9   | 13  | 41  | 61   | 147  | −86   | 39     | 0,62   | –     |
| 32.                       | NK Varaždin                    | 1     | 36  | 9   | 9   | 18  | 29   | 50   | −21   | 36     | 1      | –     |
| 33.                       | NK Samobor                     | 1     | 32  | 9   | 5   | 18  | 34   | 55   | −21   | 32     | 1      | –     |
| 34.                       | NK Lučko Zagreb                | 1     | 30  | 6   | 13  | 11  | 29   | 36   | −7    | 31     | 1,03   | –     |
| 35.                       | NK Vukovar ’91                 | 1     | 33  | 7   | 9   | 17  | 32   | 56   | −24   | 30     | 0,91   | –     |
| 36.                       | NK Dubrava Zagreb              | 1     | 34  | 7   | 9   | 18  | 28   | 63   | −35   | 30     | 0,88   | –     |
| 37.                       | NK Orijent Rijeka              | 1     | 30  | 5   | 11  | 14  | 28   | 53   | −25   | 26     | 0,87   | –     |
| 38.                       | NK Neretva Metković            | 1     | 30  | 4   | 11  | 15  | 20   | 44   | −24   | 23     | 0,77   | –     |
| 39.                       | TŠK Topolovac                  | 1     | 30  | 4   | 2   | 24  | 31   | 95   | −64   | 14     | 0,47   | –     |
| Stand: Saisonende 2019/20 |                                |       |     |     |     |     |      |      |       |        |        |       |

Anmerkungen:

In der Saison 1995/96 gab es zwei Staffeln der ersten Liga: die Liga 1.A (mit 12 Vereinen) und 1.B (mit 10 Mannschaften).

Nach Hin- und Rückrunde spielten die jeweils fünf besten Teams der 1.A-Staffel und der Erste der 1.B-Staffel um den Meister.

Die übrigen sieben 1.A-Vereine und der Zweitplatzierte von 1.B spielten um den Verbleib in der 1.A-Staffel, zu der sich die Dritt- und Viertplatzierten der Staffel 1.B qualifizierten.

Die verbliebenen acht Teams aus 1.B kämpften um den Nicht-Abstieg in die 2. Liga, wobei dies nicht nötig war, da in der darauffolgenden Saison 1996/97 die Staffel 1.B erweitert wurde.

Durch diese Konstellation der Liga ergeben sich verschiedene Spielzeiten der einzelnen Vereine in der oberen Tabelle.

## UEFA-Fünfjahreswertung
Platzierung in der UEFA-Fünfjahreswertung:
(in Klammern die Vorjahresplatzierung). Die Kürzel CL, EL und CO hinter den Länderkoeffizienten geben die Anzahl der Vertreter in der Saison 2026/27 der Champions League, der Europa League sowie der Conference League an.
- 19.  (23)  Zypern (Liga, Pokal) – Koeffizient: 27.537 – CL: 1, EL: 1, CO: 2
- 20.  (25)  Schweden (Liga, Pokal) – Koeffizient: 27.125 – CL: 1, EL: 1, CO: 2
- 21.  (20)  Kroatien (Liga, Pokal) – Koeffizient: 27.025 – CL: 1, EL: 1, CO: 2
- 22.  (19)  Serbien (Liga, Pokal) – Koeffizient: 25.500 – CL: 1, EL: 1, CO: 2
- 23.  (18)  Ukraine (Liga, Pokal) – Koeffizient: 24.400 – CL: 1, EL: 1, CO: 2

Stand: Ende der Europapokalsaison 2024/25